# Kirche im Stadtpark (Villach)

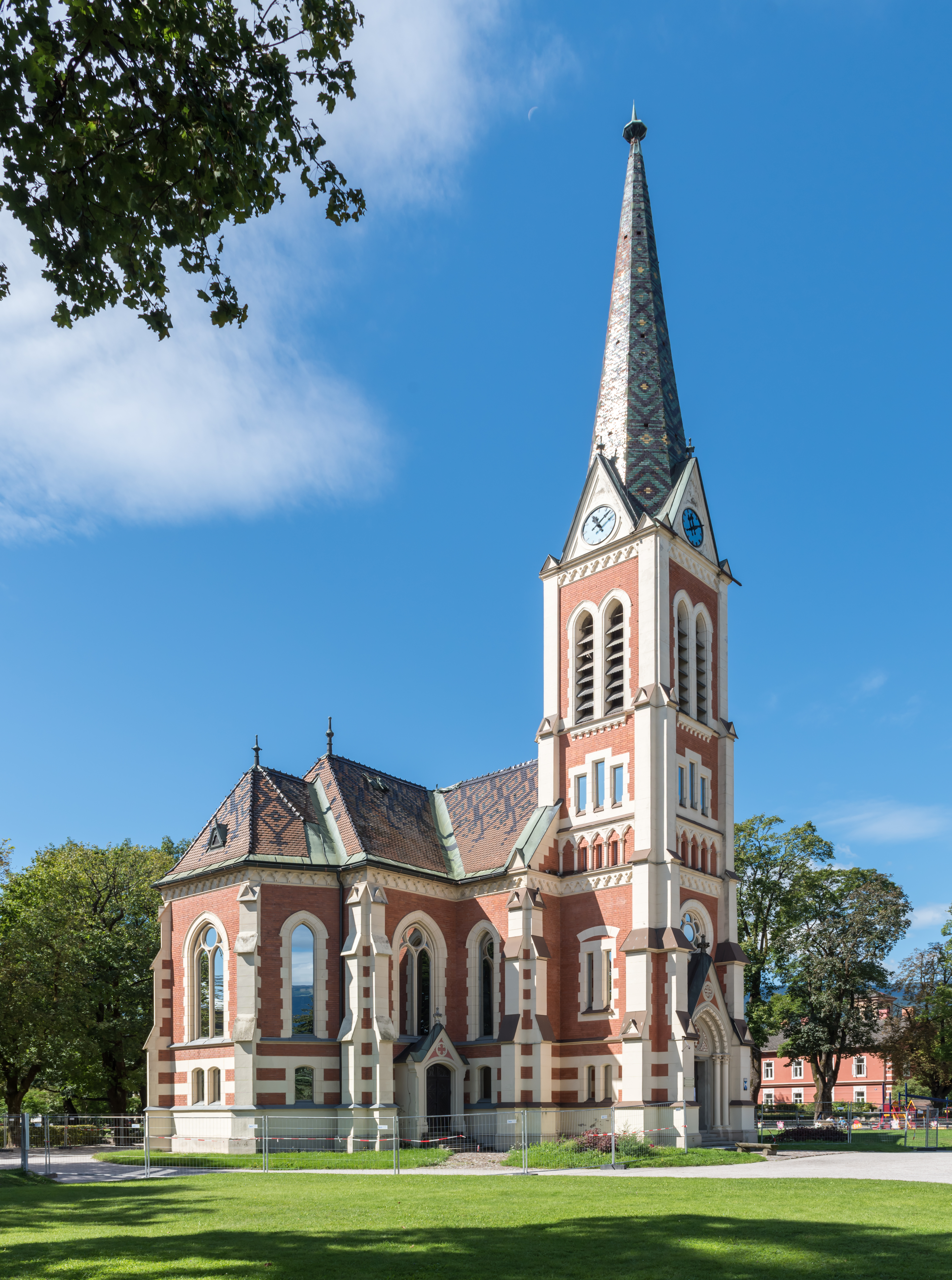
Evangelische Kirche im Stadtpark

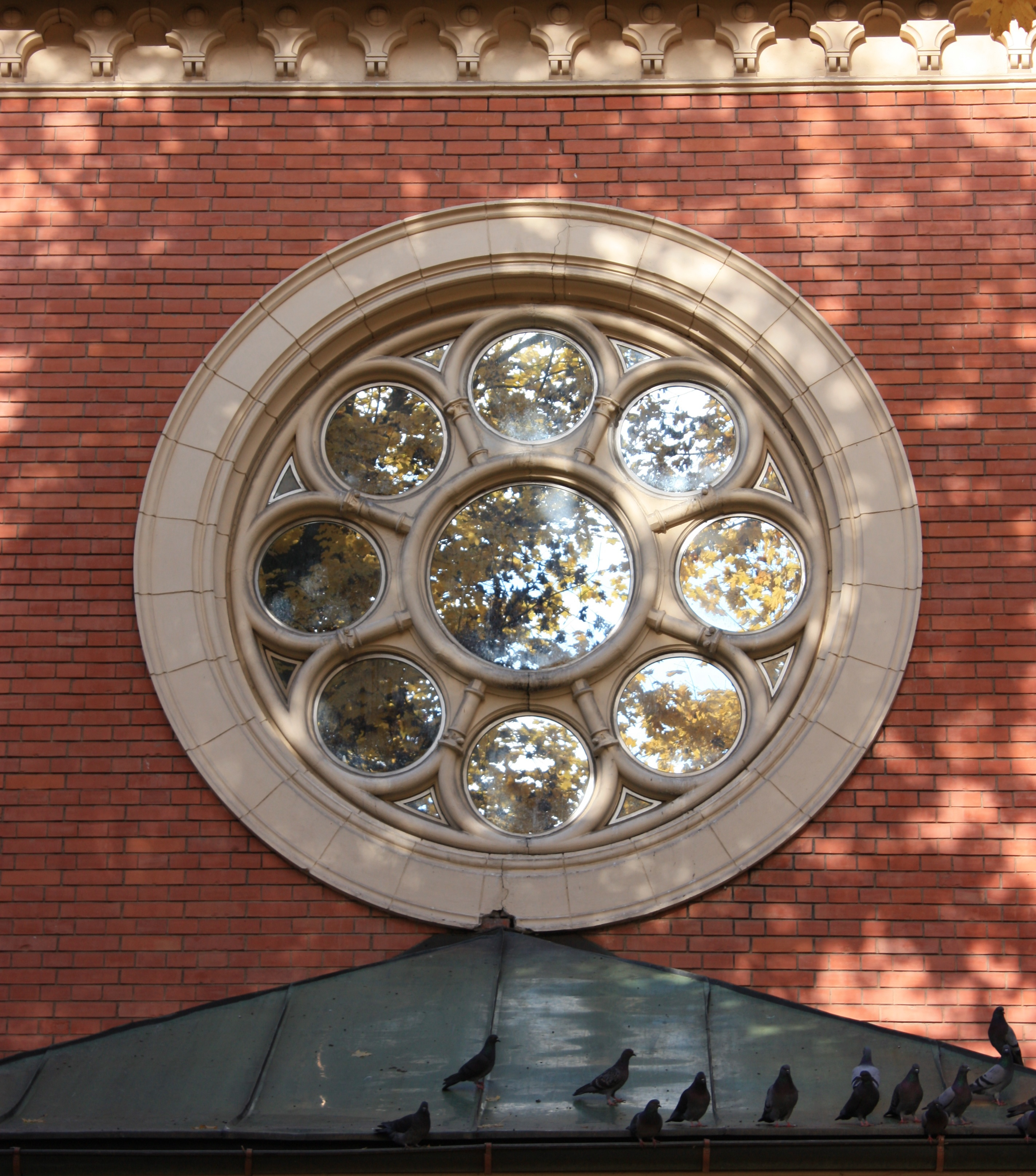
Chorfenster

Die Evangelische Kirche im Stadtpark bildet den Abschluss der 10. Oktober Straße in Villach. In ihrer äußeren Erscheinung ist die Kirche einer der wesentlichen Beiträge zum Sakralbau des Historismus in Kärnten. Die Kirche ist die Hauptkirche der Evangelischen Superintendentur A. B. Kärnten und Osttirol.

## Geschichte
Villach gehörte im 19. Jahrhundert zur evangelischen Gemeinde St. Ruprecht. Seit 1896 wurden im Turnsaal des Gymnasiums Gottesdienste gefeiert. 1899 kam Johannes Heinzelmann als Vikar nach Villach. 1902 wurde er zum ersten Pfarrer ernannt und 1928 zum Superintendenten gewählt. Damit war Villach Sitz der Wiener Superintendentur und ab 1946 der Kärntner.

## Bauwerk
Die Kirche wurde von 1901 bis 1903 nach Plänen von Ludwig Schöne in der Nachfolge Friedrich von Schmidts als neugotischer Sichtziegelbau errichtet.
Die Kirche ist eine Querhausanlage. Das Querhaus besitzt apsidenartige Abschlüsse, der Chor endet in einem flachen Schluss mit niedriger Sakristei. Der vorgelagerte, viergeschoßige Fassadenturm wird von einem Spitzhelm bekrönt. Die Gliederung des Baues wird durch den Kontrast zwischen dem ziegelroten Klinkermauerwerk und hellen Steinteilen an Gliederungen, Verzierungen und Strebepfeilern betont. Die Gebäudekanten werden durch die Verdoppelung der Strebepfeiler optisch verstärkt.
Im Inneren haben die seitlichen Joche achtteilige Gratgewölbe, die kapellenartigen Anbauten sechsteilige Gratgewölbe. Über der Vierung ist ein Fächergewölbe.
Die hölzerne Empore wird von Gusseisensäulen getragen. Die ursprünglichen Glasfenster, die 1903 vermutlich von Franz Janisch sen. stammen, wurden 2000 durch verspiegelte Fenster von Victor Rogy ersetzt. Außen geben die Fenster das Spiegelbild des Himmels und der Parkbäume wieder, auch von Innen sind der Himmel und die Bäume zu sehen.

## Ausstattung
Die Einrichtung der Kirche ist einheitlich neugotisch. Der Altar stellt im Altarbild Jesus dar und wurde im Jahre 1903 vermutlich von Aloys Poltnigg gefertigt. Auch die Kanzel auf freistehender Säule stammt vom selben Künstler.

### Orgel

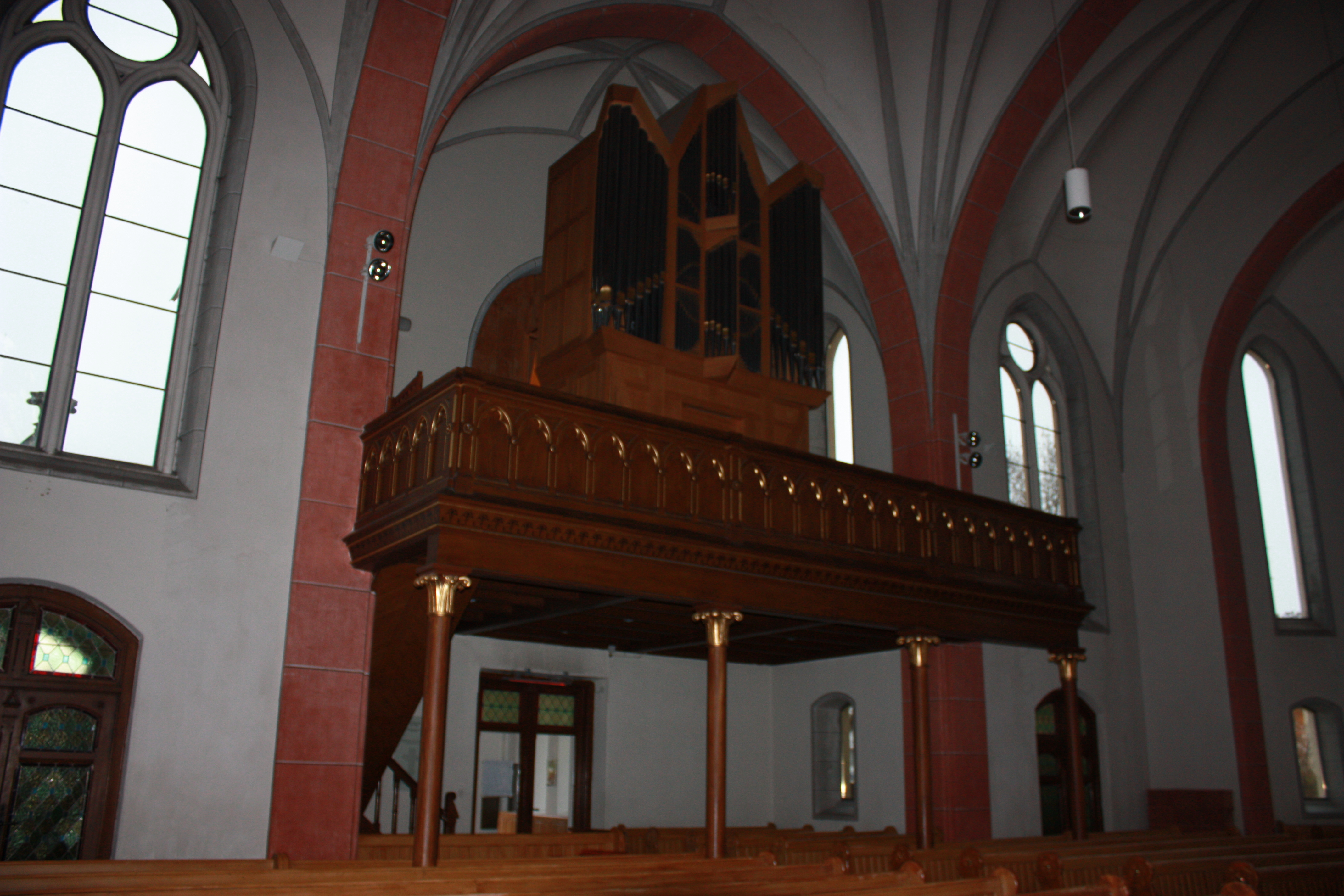
Blick auf die Orgel

Die Orgel, die 1907 von den Gebrüdern Rieger geschaffen wurde, wurde 1976 von Rudolf Novak renoviert. Im Jahr 1994 wurde das Orgelwerk durch ein neues Orgelwerk der Orgelbaufirma Reil (Heerde, Niederlande) ersetzt. Das Schleifladen-Instrument hat 18 Register auf zwei Manualen und Pedal. Die Trakturen sind mechanisch.
| I Hauptwerk C–f3 |                |    |
| 1.               | Praestant      | 8′ |
| 2.               | Roerfluit      | 8′ |
| 3.               | Octaaf         | 4′ |
| 4.               | Quint          | 3′ |
| 5.               | Octaaf         | 2′ |
| 6.               | Mixtur IV–VIII |    |
| 7.               | Trompete       | 8′ |

| II Oberwerk C–f3 |                |    |
| 8.               | Praestant      | 4′ |
| 9.               | Holpijp        | 8′ |
| 10.              | Quintadeen     | 8′ |
| 11.              | Fluit          | 4′ |
| 12.              | Gemshoorn      | 2′ |
| 13.              | Sesquialter II |    |
| 14.              | Dulciaan       | 8′ |
|                  | Tremulant      |    |

| Pedalwerk C–f1 |        |     |
| 15.            | Subbas | 16′ |
| 16.            | Fagot  | 16′ |
| 17.            | Octaaf | 8′  |
| 18.            | Octaaf | 4′  |

- Koppeln: II/I, I/P, II/P

### Glocken
Der Turm beherbergt drei Bronzeglocken (Töne: dis′, g′, b′), welche 1956 von der Glockengießerei Hamm & Hartner im Salzburger Grödig gegossen.